# كوبري الجامعة
كوبري الجامعة هو أحد أهم الكباري في القاهرة، يحوي ثلاث مسارات للسير ، يصل هذا الكوبري بين شاطئي النيل بين السرايا - محافظة القاهرة عبوراً على النيل إلى - شارع نهضة مصر تقاطعا مع شارل دي جول (الجيزة سابقاً) - محافظة الجيزة.

## حقائق
- يبلغ طول هذا الكوبري حوالي 450 متراً ، يعد من أهم الكباري بالنسبة إلى وسائل النقل «المايكروباصات والأوتوبيسات» لاتصاله بشارع شارل دي جول المؤدي إلى نفق عباس ثم إلى شارع البحر الأعظم ، وشارع نهضة مصر المؤدي إلى شارع الجامعة ومن ثم إلى ميدان الجيزة .
- يعد هذا الكوبري أحد أهم أمكان تجمع العائلات في الفترة المسائية للاستمتاع بهواء النيل البارد.